# Aprosthema melanurum
Aprosthema melanurum är en stekelart som först beskrevs av Johann Christoph Friedrich Klug 1814.  Aprosthema melanurum ingår i släktet Aprosthema, och familjen borsthornsteklar. Arten är reproducerande i Sverige.